# You Sound Good to Me
"You Sound Good to Me" —en español: «Suenas Bien para Mí»— es el sencillo debut de la actriz y cantante Lucy Hale. La canción fue escrita por Ashley Gorley, Luke Laird, y Hillary Lindsey, y fue lanzado a los minoristas digitales el 7 de enero de 2014 a través de Hollywood Records. También servirá como el primer sencillo del próximo álbum debut de Hale, producida por el productor discográfico Mark Bright. Elogiado por su sonido único de country pop, particularmente en contraste con el teen pop de actrices contemporáneas convertidas en cantantes en el sello Hollywood Records, "You Sound Good to Me" fue en general bien recibido por los críticos de música y fanes por igual, y como resultado, debutó en el número 21 en el Billboard Hot Country Songs.

## Recepción de la crítica
Tras su lanzamiento, "You Sound Good to Me" fue recibida con críticas en su mayoría positivas. Markos Papadatos de Digital Journal sugirió que la canción hizo que el futuro de Hale en música country se vea "prometedora", le otorgó a la canción una calificación de 4,5 estrellas (de 5). Sam Lansky de Idolator felicitó de manera similar la canción como un fuerte debut que "es un buen presagio muy bien" para el álbum asociado, y propuso que podría ser un éxito en la radio del país, debido a su "actitud" y "gran coro singalong" Matt Bjorke of Roughstock dio una crítica entusiasta, que describe "You Sound Good to Me" como bien escrita e interpretada con fuerza, al tiempo que destaca la voz "poderosa" de Hale. "Ella no es otra confección de alguna máquina, Bjorke concluye:" Ella es [sic] genuinamente talentosa y “You Sound Good To Me” lo demuestra." El blog también calificó a la canción 4.5 estrellas de 5. Seleccionándolo como un "Critic's Pick", el contribuidor de Taste of Country Billy Dukes llamó la canción "demasiado divertida para hacer a un lado", y señaló que Hale "[brilla] como vocalista" en la pista, a pesar de un arreglo que no está diseñado para mostrar las voces.

## Rendimiento en las listas
| Lista (2014)                       | Máxima posición |
| ---------------------------------- | --------------- |
| Canadá (Canadian Hot 100)          | 57              |
| Estados Unidos (Billboard Hot 100) | 88              |
| Estados Unidos (Hot Country Songs) | 21              |